# Сормано
Сормано (італ. Sormano) — муніципалітет в Італії, у регіоні Ломбардія,  провінція Комо.
Сормано розташоване на відстані близько 520 км на північний захід від Рима, 50 км на північ від Мілана, 15 км на північний схід від Комо.
Населення — 627 осіб (2014).
Щорічний фестиваль відбувається 7 грудня. Покровитель — S. Ambrogio.

## Демографія
Населення за роками:

Станом на 1 січня 2023 року в муніципалітеті офіційно проживало 40 іноземців з 10 країн, серед них 16 громадян країн Євросоюзу та 14 громадян України.

## Сусідні муніципалітети
- Ассо
- Барні
- Белладжо
- Кальйо
- Лазніго
- Магрельйо
- Нессо
- Цельбіо